# Piazza Santa Anastasia
Piazza Santa Anastasia è uno spazio pubblico situato nel cuore del centro storico di Verona, racchiuso tra le chiese di Santa Anastasia, di San Pietro Martire e il palazzo dell'Aquila. Posta tra via Abramo Massalongo e via San Pietro Martire, si raccorda con corso Santa Anastasia, di cui è la scenografica conclusione.

## Storia
La piazza venne realizzata su quello che fu il decumano massimo della Verona romana, prolungamento cittadino della via Postumia, tra l'antico foro (oggi piazza delle Erbe) e il ponte Postumio, quest'ultimo andato perduto nel medioevo. Non si conosce con esattezza il periodo in cui la piazza prese forma, ma probabilmente dovette essere già abbozzata in epoca longobarda, in quanto qui già sorgevano due chiese, primitive di quella che poi sarà la basilica di Santa Anastasia.
Sul fianco destro della piazza si ergeva, ai tempi degli Scaligeri, il palazzo dell'Aquila, pesantemente rimeggiato e ora destinato al prestigioso hotel Due Torri. L'edificio medievale era adibito a residenza dei cavalieri brandeburghesi, una milizia mercenaria al servizio dei Signori di Verona.
Alcune testimonianze indicano che, fino ai primi anni dell'Ottocento, il livello del suolo della piazza e delle strade circostanti era più alto rispetto a quello odierno; questo dato è confermato dalla quota della soglia del portale d'ingresso della chiesa di San Pietro Martire, affacciata su via Abramo Massalongo. Nel 1888, al centro della piazza, venne eretto un monumento commemorativo dedicato al celebre pittore Paolo Veronese, che fu però trasferito all'inizio di lungadige Redentore già nel 1911.

## Descrizione
La basilica di Santa Anastasia si affaccia sul lato est della piazza ed è il monumento più significativo del contesto. Il cantiere della basilica iniziò, ad opera dei monaci domenicani, nel 1290 e seppure i lavori non furono mai portati a compimento, la consacrazione dell'edificio avvenne il 22 ottobre 1471. Riconducibile in generale allo stile gotico, l'imponente facciata presenta un portale biforo stilisticamente riconducibile alla prima architettura rinascimentale.
Sul lato nord, la piazza è chiusa dalla più piccola chiesa di San Pietro Martire, i cui lavori di costruzione iniziarono nel 1283 per essere completati il 24 aprile 1354. La chiesetta è fornita di due portali, di cui uno si apre direttamente sulla piazza.
Tra la chiesetta di San Pietro Martire e la basilica vi è un arco attraverso il quale si accedeva all'antico monastero dei Domenicani; sopra esso vi è l'arca sepolcrale di Guglielmo da Castelbarco, opera di grande pregio che verrà più tardi presa a modello per la realizzazione delle arche scaligere. Oltrepassato l'arco, si incontrano addossate al muro posteriore della chiesetta, altre tre arche: quella del nobile Guinicello dei Principi, deceduto nel 1274, ma poi passata nel 1480 alla famiglia Verità; quella in marmo rosso di Verona del giurista Leonardo da Quinto, morto nel 1392, il cui ritratto è scolpito sulla lastra di copertura (secondo alcuni da Giovanni di Rigino) e sormontata da un archivolto; infine, sollevata da terra e sormontata da un elegante baldacchino, quella in cui è sepolto Bartolomeo Dussaini, la cui immagine è scolpita all'interno di nicchie di fattezza gotica e in cui il morto appare presentato alla Madonna da un vescovo (opera, anche questa, attribuita a Rigino di Enrico).